# Floyd Adams Jr.
Floyd Adams Jr. (Savannah, 11 maggio 1945 – Savannah, 1º febbraio 2014) è stato un politico statunitense, 63° sindaco della città di Savannah.

## Biografia
Nato e cresciuto in Georgia, Adams si laureò alla Armstrong Atlantic State University, diventando poi consulente ed editore di quotidiani.
Fu eletto per la prima volta nel consiglio comunale di Savannah nel 1982, sconfiggendo Roy L. Jackson, allora in carica come rappresentante del Primo Distretto, a prevalenza afroamericana. Nel 1986 vinse le primarie democratiche con il 75% dei consensi e non ebbe sfidanti repubblicani.
Nel 1995 concorse alle elezioni municipali come sindaco, sconfiggendo di stretta misura Susan Weiner, la rappresentante repubblicana allora in carica. Il gennaio successivo assunse il mandato, diventando il primo sindaco afro-americano della storia di Savannah, nell'anno in cui la città ospitò le gare olimpiche di vela.

Adams venne rieletto nel 1999, raggiungendo così il limite massimo di due mandati.
Nel 2006 corse per diventare presidente del provveditorato degli studi della contea di Chatham, ma finì terzo, poco dietro il vincitore, il repubblicano Joe Buck, ed il democratico Hugh Golson.
L'anno successivo ritentò la corsa come sindaco di Savannah, ma fu sconfitto dal riconfermato Otis Johnson.